# ノーフォーク (重巡洋艦)
HMS ノーフォーク (HMS Norfolk, 78) はイギリス海軍の重巡洋艦。カウンティ級重巡洋艦だが、本艦と姉妹艦の「ドーセットシャー」 (HMS Dorsetshire, 40) をサブグループとし、ノーフォーク級重巡洋艦に類別することもある。艦名はノーフォークに因む。その名を持つ艦としては4隻目。
1941年5月23日夜にデンマーク海峡でドイツ海軍の戦艦「ビスマルク」を発見して追跡し、27日に共同でビスマルクを撃沈した。1943年12月26日、北岬沖海戦で僚艦（ベルファスト、シェフィールド）と共にドイツ戦艦「シャルンホルスト」を撃退し、その後の撃沈に貢献した。

## 艦歴

### 戦間期
1927年7月にガバンのフェアフィールド造船造機会社において起工され、1928年12月12日に進水した。就役は1930年4月30日だった。1931年9月、「ノーフォーク」は後にインヴァーゴードン反乱として知られる反乱の舞台となった。その後1932年まで本国艦隊に所属し、1932年から1934年まではアメリカの西インド諸島方面で任務についた。1935年から東インド方面で行動した。
1938年2月中旬、シンガポールの海軍基地で「キング・ジョージ6世乾ドック、King George VI Graving Dock」が完成して竣功式が開催されたとき、「ノーフォーク」は東インド艦隊（司令官サー・アレキサンダー・ラムゼイ中将）旗艦として参列した。アメリカ海軍のオマハ級軽巡洋艦3隻もシンガポールに入港して開港式典に参加し、これに関連してタウンセンド提督は「ノーフォーク」を訪問してラムゼイ中将と会談した。その後、本艦は改装のため1939年に帰国した。第二次世界大戦が始まったときはまだ造船所のドック内にあった。

### 世界大戦緒戦
1939年9月、第二次世界大戦の勃発にともない「ノーフォーク」は本国艦隊の第18巡洋艦戦隊に配属され、ドイツ海軍 (Kriegsmarine) の通商破壊艦（仮装巡洋艦、ポケット戦艦）ばかりでなく、シャルンホルスト級戦艦などの追跡任務についた。そしてそれによって受けた多数の損傷の修理を行ったが、それが主要部分の改装に及ぶことはなかった。ベルファストで行われた最初の修理は、R級戦艦「ロイヤル・オーク」を撃沈したドイツ潜水艦「U47」の魚雷の至近弾によるものであった。
1940年3月16日、ドイツ空軍の第26爆撃航空団に所属するHe 111がスカパ・フローを空襲し、練習艦（元戦艦）「アイアン・デューク」と「ノーフォーク」などが被害を受けた。本艦には、投下された爆弾3発の内1発が後甲板に命中、1発が至近弾となり、水線下の船体側面に大穴が空き、右に3度傾いた状態で艦尾が着底した。
修理はクライド川でなされ、その後、タイン工廠で新兵器 - レーダー・セットの装備が行われた。
1940年12月、「ノーフォーク」は南大西洋において、K部隊の一員としてフリータウンから出発する船団護衛に任ずると共に、ドイツ重巡「アドミラル・シェーア」の、そして1941年1月には、仮装巡洋艦「コルモラン」の捜索を命じられた。2月には大西洋の兵員輸送船団の護衛任務についたが、5月にアイスランド海域に戻された。

### ビスマルク追跡

ビスマルク沈没までの航跡 (1941年5月)

1941年5月中旬、ドイツ海軍はライン演習作戦を発動し、ギュンター・リュッチェンス提督が率いる戦艦「ビスマルク」と重巡「プリンツ・オイゲン」が北大西洋に出撃した。諜報活動によってドイツ側の動向を察知したイギリス海軍では、5月18日に本国艦隊のジョン・トーヴィー提督が重巡2隻（ノーフォーク、サフォーク）をアイスランド周辺海域に配置した。本艦は第1巡洋艦戦隊司令官フレデリック・ウェイク＝ウォーカー少将の旗艦として、デンマーク海峡に出動した。
5月20日にスウェーデン海軍の航空巡洋艦「ゴトランド」がカテガット海峡でリュッチェンス戦隊（ビスマルク部隊）を発見して通報し、5月23日夜に英重巡「サフォーク」がデンマーク海峡でビスマルク部隊を発見した。つづいて「ノーフォーク」もビスマルク部隊を発見する。「ノーフォーク」はビスマルク部隊を視認した英海軍2番目の船となったが、霧により「ビスマルク」と至近距離で遭遇し、38センチ砲で砲撃された。「ビスマルク」の5回の主砲斉射を至近弾（夾叉弾）でやりすごしたあと、「ノーフォーク」はビスマルク部隊発見の報告を各方面に通報した。
なお「ビスマルク」では「ノーフォーク」への主砲発砲で前部レーダーが故障したので、リュッチェンス提督は「ビスマルク」と「プリンツ・オイゲン」の配置を入れ替える。「プリンツ・オイゲン」～「ビスマルク」～追尾部隊（ノーフォーク、サフォーク）という航海が始まった。ドイツ戦艦からは、追尾するウォーカー部隊が視認できたという。
5月24日朝のデンマーク海峡海戦で、巡洋戦艦「フッド」と戦艦「プリンス・オブ・ウェールズ」を指揮していたランスロット・ホランド中将は、ウォーカー部隊（ノーフォーク、サフォーク）にドイツ重巡を、直率の大型艦2隻に「ビスマルク」を狙わせる決意であった。だが無線封止をしていたのでウォーカー戦隊に意図が伝わらず、敵味方双方の航路がずれたこともあり、「フッド」と「ウェールズ」のみでビスマルク部隊を相手にすることになった。ウォーカー部隊を戦闘に加入させ、「ビスマルク」の後部火力（3番砲塔、4番砲塔、38センチ砲合計4門）を分散させる戦術もあったが、その命令を出すまえに「フッド」は轟沈してホランド中将は戦死してしまった。「プリンス・オブ・ウェールズ」も被弾と故障で戦闘継続が困難となり、艦長リーチ大佐はビスマルク部隊を距離をとった。
「ノーフォーク」のフィリップス艦長は、かつて「フッド」の砲術長をつとめていた。ウォーカー少将は「フッド轟沈ス」の電報を全世界に発し、生存者の捜索を駆逐隊にまかせる。つづいて合流した「プリンス・オブ・ウェールズ」を指揮下に入れ、引き続きビスマルク部隊を追跡した。24日午後、海軍本部のパウンド海軍大将の介入により、ウォーカー戦隊3隻は「ビスマルク」と砲撃戦をおこなったが、敵味方双方とも特筆すべき戦果も被害もなかった。
空母「ヴィクトリアス」所属のソードフィッシュが「ビスマルク」を雷撃したあとも、ウォーカー戦隊3隻は「ビスマルク」と散発的な砲撃をかわした。このあとウォーカー戦隊は対潜水艦警戒航行を実施するが、5月25日未明になると「ビスマルク」を見失ってしまった。
捜索やトーヴィー提督の命令で「サフォーク」と「プリンス・オブ・ウェールズ」が分離したあと、「ノーフォーク」（ウォーカー少将）は単独で「ビスマルク」を探しまわり、「ビスマルク」がフランスにむかう想定で独自航路をとった。
5月26日夜、H部隊の空母「アーク・ロイヤル」が艦上攻撃機で「ビスマルク」の舵を破壊したとき、「フッド」の仇敵を直接攻撃できる位置にいた大型艦は戦艦「ロドニー」、本国艦隊旗艦でもある戦艦「キング・ジョージ5世」、重巡「ドーセットシャー」、そして「ノーフォーク」とH部隊であった。
5月27日午前8時、「ノーフォーク」は「ビスマルク」に追いつき、「ビスマルク」を友軍のネルソン級戦艦と間違えて発光信号をおくった。「ノーフォーク」は敵味方を誤認している事に気づき、「ビスマルク」の射程外に逃げ出してトーヴィー提督直接の戦艦2隻に合流する。そして戦闘中に合流した姉妹艦「ドーセットシャー」（艦長マーティン大佐）と共に、ビスマルクを撃沈したのである。
5月27日の戦闘で、「ノーフォーク」は「ビスマルク」に対し8インチ砲弾527発、魚雷8本を発射した。

### 北極海

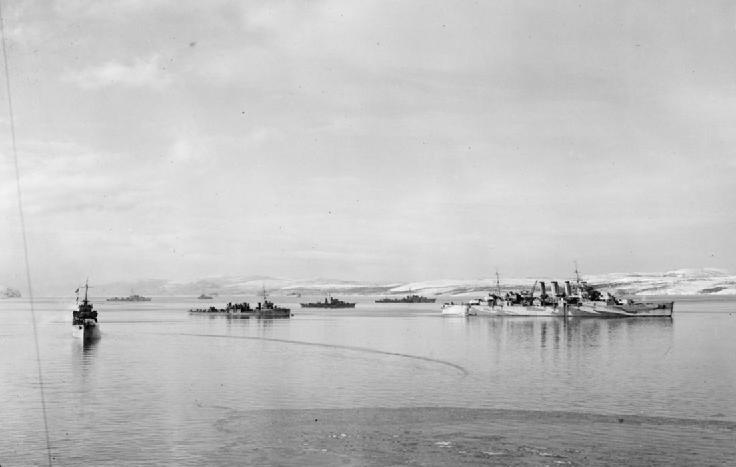
北方の船団護送任務に従事してロシアの入り江に入港した「ノーフォーク」と駆逐艦部隊。（軽巡洋艦「シラ」から撮影）

9月からは、ソビエト連邦むけ北極船団の護衛を担当した。
1942年6月下旬、ルイス・ハミルトン少将が率いる英米巡洋艦部隊（英重巡「ロンドン」、英重巡「ノーフォーク」、米重巡「ウィチタ」、米重巡「タスカル―ザ」、米駆逐艦「ウェインライト」、米駆逐艦「ローワン」、英駆逐艦「ソマリ」）として、PQ17船団の掩護部隊となった（PQ-17船団戦闘序列）。イギリス海軍本部はドイツ軍が発動したレッセルシュプルング作戦にともなうドイツ戦艦「ティルピッツ」出撃の情報に動揺してPQ17船団を解散させてしまい、本艦を含む護衛部隊や各艦はソ連に向かう船舶を置き去りにして反転した。PQ17船団は大損害を受ける。ソ連向け援助船団は、運航停止に追い込まれた。
1943年12月26日、連合軍輸送船団JW55Bは、エーリヒ・バイ提督が率いるドイツ戦艦「シャルンホルスト」の攻撃を受ける。本艦はそれを護衛するロバート・バーネット提督指揮下の巡洋艦部隊（ノーフォーク、ベルファスト、シェフィールド）に所属していた。「ノーフォーク」は「シャルンホルスト」に3発の命中弾を与えた。レーダーを破壊された「シャルンホルスト」は退避し、その後、ブルース・フレーザー提督が率いるイギリス戦艦「デューク・オブ・ヨーク」や大型軽巡「ジャマイカ」などが戦闘に加入する。「シャルンホルスト」は砲撃と雷撃を浴びて撃沈され、バイ提督も戦死した。
北岬沖海戦で勝利したものの、「ノーフォーク」は「シャルンホルスト」の28センチ砲弾を被弾していた。損傷した本艦はタインにおいて修理に入ったため、ノルマンディー上陸作戦には関与できなかった。

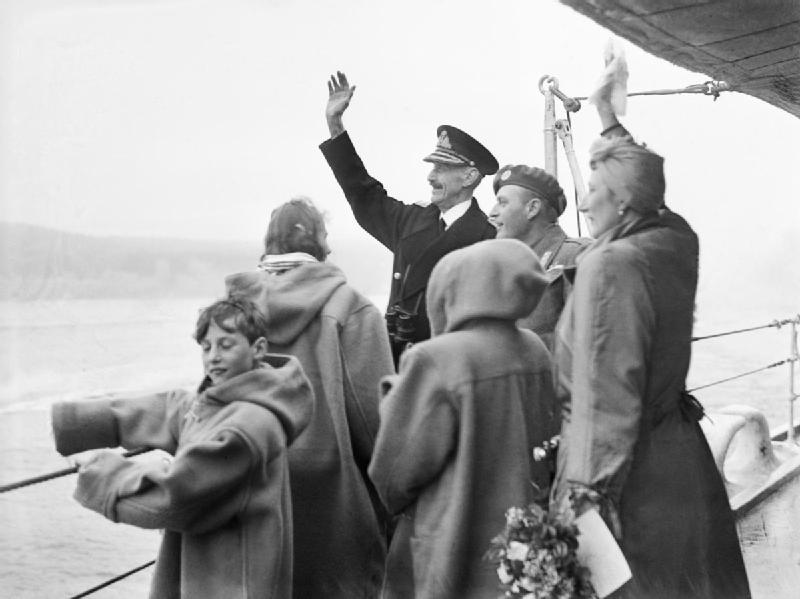
出迎えの群衆に「ノーフォーク」艦上から手を振るノルウェー王族（オスロにて）

1945年1月11日から12日にかけての夜、「ノーフォーク」、軽巡洋艦「ベローナ」、駆逐艦「オンスロー」「オーウェル」「オンスロート」はノルウェー沖でドイツの船団を攻撃、3隻中2隻を撃沈したほか護衛の艦艇の内1隻（掃海艇「M273」）も撃沈した。
戦争が終わると、ロンドンに5年間亡命していたノルウェー王室をオスロに運んだ後、プリマスを発って、非常に重要な修理のためにマルタに向かった。その後、東インドで東インド艦隊司令長官の旗艦を務めた。
1949年、帰国した「ノーフォーク」は予備艦となる。1950年1月3日にBISCOに引き渡され、2月19日に解体場所のニューポートのCashmoreに着いた。

## 戦歴
- 大西洋の戦い（1941年）
- デンマーク海峡海戦、ビスマルク撃沈（ライン演習作戦）（1941年）
- 北極船団護衛（1941年–1943年）
- 北アフリカの戦い（1942年）
- 北岬沖海戦（1943年）
- ノルウェー方面（1945年）